# Желсон Барезі
Желсон Барезі (порт. Gélson Baresi, нар. 11 травня 1974, Бразиліа) — бразильський футболіст, що грав на позиції захисника. Своє прізвисько отримав на честь видатного італійського захисника Франко Барезі.
Виступав, зокрема, за «Крузейру» та «Фламенго», а національну збірну Бразилії.

## Клубна кар'єра
У дорослому футболі дебютував виступами за команду клубу «Фламенго». У бразильській Серії А дебютував 20 червня 1992 року в матчі проти «Сантуса» і в тому ж році виграв з командою чемпіонат Бразилії. Всього у клубі провів три сезони, взявши участь у 34 матчах чемпіонату.
У 1995—1997 роках він був гравцем «Крузейру», з яким виграв чемпіонат штату, Лігу Мінейро, в 1996 та 1997 році, а також Золотий Кубок 1995 року, Кубок Бразилії 1996 року та Кубок Лібертадорес 1997 року. Після цього без особливих успіхів виступав за інші місцеві команди «Корітіба», «Флуміненсе» та «Атлетіко Мінейру».
Згодом з 2000 по 2002 рік з невеликою перервою грав за португальську «Віторію» (Сетубал). Після повернення до Бразилії Желсон Барезі був гравцем «Коритіби» та «Парани». У «Парані» 2003 року він став чемпіоном штату, а 24 жовтня 2004 року в грі проти «Корінтіанса» (1:2), Барезі зіграв свій останній матч у бразильській Серії А, в якій загалом зіграв 121 матч і забив 5 голів. В подальшому грав за нижчолігові клуби «Марілія» та «Сеара», вигравши з останнім також чемпіонат свого штату у 2006 році.
Завершив ігрову кар'єру у клубі «КФЗ до Ріо», за який виступав протягом 2006 року.

## Виступи за збірні
Залучався до складу молодіжної збірної Бразилії, з якою став переможцем молодіжного чемпіонату Південної Америки 1992 року в Колумбії та молодіжного чемпіонату світу 1993 року в Австралії.
29 березня 1995 року зіграв свій єдиний матч у складі національної збірної Бразилії, вийшовши на поле в товариському матчі проти Гондурасу (1:1). У наступному році ц складі збірної був учасником розіграшу Золотого кубка КОНКАКАФ 1996 року у США, де разом з командою здобув «срібло», але на поле не виходив.

## Титули і досягнення
- Чемпіон Південної Америки (U-20): 1992
- Чемпіон Бразилії (1):

«Фламенго»: 1992
- Володар Кубка Бразилії (1):

«Крузейру»: 1996
- Переможець Ліги Мінейро (2):

«Крузейру»: 1996, 1997
- Переможець Ліги Паранаенсе (1):

«Корітіба»: 2003
- Переможець Ліги Сеаренсе (1):

«Сеара»: 2006
- Володар Кубка Лібертадорес (1):

«Крузейру»: 1997
- Володар Золотого Кубка (1):

«Крузейру»: 1995